# 그리스 로마 신화: 신들의 사생활
《그리스 로마 신화: 신들의 사생활》는 대한민국의 MBN에 방송 중인 텔레비전 예능 프로그램이다.

## 기획 의도
인류의 고전 필독서가 예능과 만났다! 타고난 스토리텔러 설민석이 펼치는 쉽고 재밌는 어른들을 위한 <그리스 로마 신화> 매운맛 이야기! 탁월한 역사 지식 예능의 귀환

## 방송 일정
| 방송 채널 | 시즌제 | 방송 기간                          | 방송 시간                            | 비고 |
| --------- | ------ | ---------------------------------- | ------------------------------------ | ---- |
| MBN       | 1      | 2022년 10월 1일 ~ 2022년 11월 19일 | 매주 토요일 밤 9시 40분 ~ 11시       |      |
| MBN       | 2      | 2023년 4월 6일 ~ 2023년 6월 22일   | 매주 목요일 밤 10시 20분 ~ 11시 50분 |      |

## 출연진

### 고정 출연진
- 설민석
- 김헌
- 한가인
- 이창용 (시즌 2 ~ )

### 이전 출연진
- 한젬마 (시즌 1)

## 같이 보기
- 그리스 로마 신화